# Francisco de Oviedo
Francisco de Oviedo (Madrid, 1602-Madrid, 9 de febrero de 1651) fue un filósofo, jesuita y teólogo español.

## Biografía
Francisco de Oviedo nació en Madrid en 1602. Ingresó en la Compañía de Jesús a la edad de dieciocho años; y al término de su formación explicó filosofía por cinco años en Oropesa y Alcalá de Henares y después teología moral en Madrid, Murcia y Alcalá. Falleció repentinamente en su ciudad natal el 9 de febrero de 1651. Francisco de Oviedo que perteneció - junto con Rodrigo de Arriaga - a la quinta generación de la serie de grandes teólogos y filósofos escolásticos españoles de los siglos XVI y XVII, como afirma José Ferrater Mora (Ob. cit.), dejó a su temprana muerte un curso filosófico en el que se muestra tomista disidente.

## Obras
- Integer cursus philosophicus ad unum corpus redactus. 2 vols. Continens: Vol. I: Logicam, Phisicam, Libros de coelo et de generatione. Vol. II: Libros de Anima et Metaphysicam. Lugduni, Petri Prost, 1640.
- In totam Priman Secundae S. Thomae. Lugduni, Petri Prost, 1646.
- De fide, spe et charitate. Lugduni Philippi Bordi et. Soc., 1651.